# سومالی در المپیک تابستانی ۲۰۲۴
کاروان المپیکی سومالی، یکی از کاروان‌های شرکت‌کننده در بازی‌های المپیک تابستانی ۲۰۲۴ بود. این دوره از بازی‌ها از ۲۶ ژوئیه تا ۱۱ اوت ۲۰۲۴ (۵ تا ۲۱ امرداد ۱۴۰۳ خورشیدی) به میزبانی پاریس، پایتخت فرانسه برگزار شد. این حضور، هفدهمین تجربه کاروان سومالی در المپیک بود که همچون شانزده دوره پیشین، با کسب مدال همراه نبود. 
کاروان سومالی پس از نخستین حضور در المپیک ۱۹۷۲، تنها در سه دوره شرکت نکرده است؛ المپیک ۱۹۷۶ مونترال در پی حمایت از تحریم کانگولیز، المپیک ۱۹۸۰ مسکو در پی حمایت از تحریم شوروی به رهبری ایالات متحده، و المپیک ۱۹۹۲ بارسلون به دلایل سیاسی.
در این دوره از مسابقات، سومالی به همراه بلیز، لیختن‌اشتاین و نائورو یکی از کوچک‌ترین کاروان‌های اعزامی با یک ورزشکار بود. دونده سومالیایی، علی ایدو حسن تنها ورزشکار این کاروان بود که پرچمدار این کاروان در آیین گشایش بود.

## شرکت‌کنندگان
فهرست ورزشکاران این کاروان به شرح زیر است.
| ورزش        | مردان | زنان | مجموع |
| ----------- | ----- | ---- | ----- |
| دو و میدانی | ۱     | ۰    | ۱     |
| مجموع       | ۱     | ۰    | ۱     |